# BIG MOUTH (ZIGGYの映像作品)
『BIG MOUTH』（ビッグ・マウス）は日本のロックバンド・ZIGGYのライブビデオ。1989年10月25日に徳間ジャパンコミュニケーションズより発売。

## 概要
- 1989年8月21日に行われたZIGGY初の日本武道館公演を収めたライブビデオ。2003年にDVD化し再発売。
- 『BIG MOUTH TOUR』の追加公演という形で日本武道館でのライブが行われた。
- 収録はされていないが「BURNIN' LOVE」や「EASTSIDE WESTSIDE」、「TOKYO CITY NIGHT」などのライブ定番曲も演奏された。また、アンコールではハノイ・ロックスのカバーを3曲披露している。

## 収録曲
1. OPENING (SHOUT IT OUT LOUD)
2. それゆけ! R&R BAND
3. FEELIN' SATISFIED
4. PLAYING ON THE ROCKS
5. I CAN'T STOP DANCIN'
6. ONE NIGHT STAND
7. GYPSY BLOODED
8. 6月はRAINY BLUES
9. HOW
10. CRISIS
11. BORN TO BE FREE
12. SING MY SONG (I JUST WANT TO SING MY SONG)
13. GLORIA
14. I'M GETTIN' BLUE
15. ENDING (CLOSE YOUR EYES)
16. A MEMORIAL SONG (Don't You Ever Leave Me)